# Pedagogie
Pedagogia (din greacă: παιδεια paideia = creștere, formare resp. pais = băiat, copil + agein = a conduce) e denumirea tradițională pentru disciplina științifică care se ocupă de educație. Este teoria și practica metodelor pentru obținerea unui proces de învățare într-un cadru instituțional.
Pedagogia este știința și arta educației. Pedagogia cibernetică este o disciplină pedagogică modernă care studiază principiile și legile modelului educativ cu metode cibernetice. După dicționarul Merriam-Webster, pedagogia este deseori descrisă ca fiind arta, știința  de a învăța (pe alții). (Eliptic, familiar) Facultate care pregătește specialiști în știința pedagogiei.
Pedagogia constă în cercetarea și aplicarea celor mai bune metode  de educare a copiilor, tineretului și adultului. Așa cum s-a menționat mai sus, este știință și artă în același timp: se prezintă ca știință prin cercetările pe care le efectuează în colaborare cu celelalte științe  (biologie,psihologie, sociologie etc.) și apare ca artă prin aplicarea adevărurilor descoperite.
Pedagogia socială constituie o orientare în pedagogia contemporană care consideră educația ca un proces de formare conștientă a omului în, prin și pentru societate. Sinonim : sociologia educației.

## Variante ale pedagogiei
Există o serie de variante/diviziuni ale pedagogiei în funcție de diferite criterii: pedagogia generală incluzând toate teoriile privitoare la educație și instruire; pedagogie experimentală - abordarea într-un  plan al încercărilor și controlului sistematic și științific a diferitelor metode formale și informale de formare a omului; pedagogie specială care se ocupă de diferite categorii de inadaptați (deficienți senzoriali și motorii). Din punct de vedere al subiecților cu care operează se deosebesc o pedagogie a copilului, a adolescentului, a tineretului, a adultului. Mai recent s-a dezvoltat pedagogia socială care se ocupă cu o vastă gamă de probleme privind diferite compartimente ale vieții sociale și influența lor asupra procesului instructiv-educativ.  Prelungirea învățământului și necesitatea învățării neîntrerupte pe toată durata vieții a determinat apariția unei pedagogii a educației permanente.

## Pedagogi

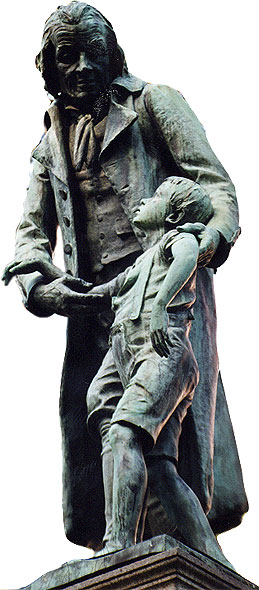
Monumentul lui Pestalozzi în Zürich

- Comenius - Jan Amos Komenský (1592 - 1670)
- Jean-Jacques Rousseau (1712-1778)
- Condorcet (1743-1794)
- Johann Heinrich Pestalozzi[5] (1746-1827)
- Friedrich Fröbel (1782-1852)
- Paul Robin (1837-1912)
- Sébastien Faure (1858-1942)
- Georg Kerschensteiner (1854-1932)
- Francisco Ferrer (1859-1909)
- John Dewey (1859-1952)
- Rudolf Steiner (1861-1925)
- Maria Montessori (1870-1952)
- Ovide Decroly (1871-1932)
- Edouard Claparède (1873-1940)
- Janusz Korczak (1878-1942)
- Adolphe Ferrière (1879-1960)
- Roger Cousinet (1881-1973)
- Alexander Sutherland Neill (1883-1973)
- Anton Makarenko (1888-1939)
- Célestin Freinet (1896-1966)
- Carl Rogers (1902-1987)
- Andras Petö (1893-1961)
- Antoine de la Garanderie (1920-2010)
- Reuven Feuerstein (1921-...)
- Valeri Brainin (1948-...)
- Philippe Meirieu (1949-...)